# 網屋
株式会社網屋（かぶしきがいしゃあみや、AMIYA Corporation）は、セキュリティ関連製品を開発する国産のセキュリティメーカー。

## 概要
外部からの不正侵入をAIが自動で検知・分析するSIEM製品や、フルーマネージドSASEなど、「かんたん」「自動化」をコンセプトに自社プロダクトを中心に事業展開。セキュリティ教育やCISRT構築支援、セキュリティコンサルなど、広範囲にセキュティサービスを提供。また対策のみならず、インシデント発生時の事後対応も行う。

## 製品・サービス

### 自社製品・サービス
- カンタンSIEM ALog
- サーバアクセスログ Resource Athelete
- Network All Cloud
  - フルマネージドSASE Verona
  - クラウド無線LAN Hypersonix
- クラウドCSIRT セキュサポ
- NATURE SERIES
  - 脆弱性診断
  - CSIRT構築支援
  - 情報セキュリティ文書作成支援/監査
  - システム監査
  - ISMS認証取得支援
  - 脅威ベースセキュリティアセスメント
  - 緊急インシデント対応
  - サイバーセキュリティトレーニング
  - 情報セキュリティ教育
  - 標的型攻撃メール訓練
- ネットワークインテグレーション
- クラウド情シス ランサポ

### その他取扱製品・サービス
- EDR運用サービス SentinelOne
- SDNソリューション Ubiquiti UniFi

## 沿革[1]

### 1996年
12月　ネットワークシステムにおけるインフラ設計構築事業として設立。

### 1997年
11月　セキュリティ事業を開始。

### 2003年
1月　米国BindView社の監査製品「bv-Control」を販売開始。

### 2004年
10月　Microsoft Certified Partnerに認定。

### 2005年
9月　サーバアクセスログ製品「ALog ConVerter」を自社開発・販売開始。

### 2006年
3月　「BS7799：PART2：2002」と国内規格の「ISMS認証基準(Ver.2.0)」の認証を取得。
5月　「ALogコンバータ」NASストレージ（NetApp・EMC）版を販売開始。
7月　「ISO/IEC27001：2005」の適合認証を取得。

### 2008年
12月　Cisco Premier Certified Partnerに認定。

### 2010年
5月　「ALogコンバータ for Database」を販売開始。
10月　経済産業省/内閣府/総務省等による情報化月間推進会議でALog ConVerterが「議長表彰」を受賞。
11月　VPNサービス「Verona」をリリース。

### 2011年
6月　大阪営業所を開設。
7月　日本電気(株)と｢ALog ConVerter」の販売代理店契約を締結。

### 2012年
6月　台湾網屋股份有限公司を設立。
7月　リモートアクセス「Verona V-Client」をリリース。
11月　(株)日立ソリューションズと「ALogシリーズ」の販売代理店契約を締結。

### 2013年
2月　「Verona」が(株)日本テレワーク協会主催のテレワーク推進賞の優秀賞を受賞。
9月　クラウド無線LANサービス『Hypersonix』をリリース。
10月　経済産業省/内閣府/総務省等による情報化月間推進会議で「経済産業大臣表彰」を受賞。
12月　ビッグローブ(株)と「Verona」の販売協業を開始。

### 2014年
1月　ソフトバンクBB(株)（現SB C&S）のBBWorksサービスで「Hypersonix Verona」が採用。
2月　経済産業省主催の「中小企業IT経営力大賞2014」でALog ConVerterが「商務情報政策局長賞」を受賞。
3月　京都大学大学院情報学研究科と暗号技術に関する共同研究を開始。
6月　SBA社(株)（現ソニービズネットワークス）の「NURO Biz」で「Hypersonix」が採用。
11月　台湾政府経済部主催「IPO Awards 2014」で「戦略優秀パートナー賞」受賞。

### 2015年
8月　中央区日本橋浜町に本社を移転。
9月　ビッグローブ(株)の「BIGLOBEクラウドVPN for奉行シリーズ」に「Verona」が採用。
11月　富士通ミドルウェア(株)と「ALogシリーズ」の販売代理店契約を締結。

### 2016年
8月　ベトナム市場で「ALog ConVerter」の販売開始。
10月　シンガポール市場で「ALog ConVerter」の販売開始。
12月　APICTA（Asia Pacific ICT Alliance）Award 2016で「特別奨励賞」受賞。

### 2017年
1月　タイ市場で「ALog ConVerter」の販売開始。
8月　統合ログ製品「ALog EVA」をリリース。
10月　クラウドリモートアクセス「V-Client α」をリリース。
11月　クラウドProxyサービス「V-Web Proxy」をリリース。

### 2018年
1月　「ALogシリーズ」主要製品のサブスクリプションライセンスを販売開始。
10月　Network All Cloud 販売開始。

### 2019年
8月　クラウド無線LAN「Hypersonix」のスイッチ「V-switch」をリリース。
10月　「ALog V8」でAIを使ったリスクスコアリング機能を実装。

### 2020年
3月　新型コロナウイルスの感染拡大防止を支援するため「V-Client」の無償提供開始。
5月　米国Ubiquiti社のネットワーク製品「UniFiシリーズ」を販売開始。
6月　仮想セキュアネットワーク空間プラットフォーム「amigram」が「JISA Awards 2020」を受賞。
7月　北海道大学にサイバーセキュリティ研究部門を設置。

### 2021年
12月　東京証券取引所マザーズ市場に株式を上場（証券コード：4258）。

### 2022年
4月　東京証券取引所の市場区分見直しにより、東京証券取引所マザーズ市場からグロース市場に移行。
7月　和歌山県白浜町に「和歌山セキュリティセンター」を開設（営業開始日：2022年12月1日）。
9月　長崎県立大学との共同研究を開始。
12月　『Verona』でDNSフィルタリングサービスを販売開始。

### 2023年
1月　株式会社サイバージムジャパンとのサイバーセキュリティ対策の総合支援に関する戦略的業務提携契約を締結。
2月　クラウド無線LAN「Hypersonix」とクラウドゼロトラスト「Verona」が「ISO/IEC 27017」認証を取得。
3月　監査等委員会設置会社に移行。
7月　クラウドゼロトラスト「Verona」より「Verona SASE」をリリース。
8月　株式会社グローブテック・ジャパンを100%子会社化。
9月　グローバルセキュリティエキスパート株式会社と資本業務提携契約を締結。
11月　クラウド型SIEM、ALog Cloudが「ISO/IEC 27017」認証を取得。

## 受賞歴
2010年
【情報化月間推進会議議長表彰】 経済産業省等「情報化推進会議」情報化促進貢献情報処理システム
2013年

- 【経済産業大臣賞（情報化促進貢献企業等）】 経済産業省「情報化月間」
【Gold Prize】 Info Security Products Guide
「Info Security Products GLOBAL EXCELLENCE AWARDS 2013」Products and Solutions for Asia-Pacific部門
【優秀賞】 日本テレワーク協会「テレワーク推進賞」

2014年

- 【戦略優秀パートナー賞】 台湾経済部「IPO Awards 2014」
【商務情報政策局長賞】 経済産業省「中小企業IT経営力大賞2014」

2016年
【Recognition Award】 APICTA 2016「16th APICTA Awards」
2020年
【Winner】 一般社団法人 情報サービス産業協会「JISA Awards 2020」

## 拠点[15]
東京本社
東京都中央区日本橋浜町3-3-2 トルナーレ日本橋浜町 11F
大阪営業所
大阪府大阪市中央区北浜3-2-24 北沢ビル 8F
さっぽろ研究所
北海道札幌市北区北21条西11丁目 北海道大学FMI国際拠点 304号室
和歌山セキュリティセンター
和歌山県西牟婁郡白浜町才野1622番1086 Office Cloud 9 オフィス1

## 加入団体[16]
- 一般社団法人 情報サービス産業協会（JISA）
- 一般社団法人 日本情報システム・ユーザー協会（JUAS）
- 一般社団法人 無線LANビジネス推進連絡会（Wi-Biz）
- 特定非営利活動法人 日本ネットワークセキュリティ協会（JNSA）
- ハイテクノロジー・ソフトウェア開発協同組合（HISCO）
- 東京商工会議所
- 社団法人 日本橋法人会
- サイバーセキュリティイニシアティブジャパン（CSIJ）
- 一般社団法人 日本シーサート協議会（NCA)
- 一般社団法人 サイバーセキュリティ連盟（CSA）